# Что?! Нет пива?
«Что?! Нет пива?» (англ. What! No Beer?) — кинокомедия режиссёра Эдварда Седжвика с участием Бастера Китона.

## Сюжет
Незадолго до отмены в Америке «сухого закона» двое друзей: кроткий таксидермист (Китон) и общительный парикмахер (Дуранте) решили открыть собственную пивоварню. Это привело к конфликту, как с полицией, так и с местными гангстерами.

## В ролях
- Бастер Китон — Элмер Дж. Баттс
- Джимми Дуранте — Джимми Поттс
- Роско Эйтс — Шульц
- Филлис Бэрри — Гортензия
- Сидни Брейси — доктор Смит
- Генри Арметта — Тони
- Джон Мильян — Бутч Лорадо
- Эдвард Брофи — Спайк Моран